# Grand Prix d'Annaba
Le Grand Prix d'Annaba a été une course cycliste algérienne à vocation internationale, disputée par étapes. La première édition de cette course a lieu en 1967. Il est organisé régulièrement jusqu'en 1979.

## Quelques notes sur la course
Le Grand Prix d'Annaba est, chronologiquement, la première grande compétition cycliste qui soit organisée après l'Indépendance de l'Algérie. Le recours aux sources de la fin des années 1960 permet de dater en l'année 1967 le premier Grand Prix d'Annaba (6-10 avril), avec 110 participants de 22 équipes d'Algérie, Tunisie, Libye, Égypte, France et RDA. Les coureurs de la RDA occupent les dix premières places avec Huster, Hoffmann, Knispel, Ampler, Dippold, Peschel, Dähne, Grabe, Marks et Patzig. L'Algérien Zaaf était 11ème. Un article du journaliste sportif Jean-Guy Modin, en fin de saison 1968 pour le magazine Miroir du cyclisme titre : "Du trio Pettersson d'Annaba au triplé tricolore du "T 2",". Disputé du 15 au 24 mars 1968 le Grand prix cycliste livre en effet un podium suédois et familial. L'année suivante il est répertorié dans le calendrier international amateurs aux dates du 1er au 8 avril 1969 Mais avant lui, en cette saison, a pris place une autre compétition, nommée la Flèche algérienne, courue du 15 au 22 mars. Le vainqueur en est Gösta Pettersson, qui remporte les deux courses. En 1970 Grand Prix d'Annaba coexiste dans la calendrier avec le Tour d'Algérie.
 Il semble que pour pacifique qu'elle était la coexistence à des dates rapprochées (fin hiver) des deux courses n'est pas sans incidence. Interviewé en avril 1970, le Président de la Fédération algérienne de cyclisme qui patronne le Tour d'Algérie dit que son épreuve devrait venir plus tard dans la saison afin de rapprocher la compétition algérienne des grandes dates du calendrier européen (mai à août). Or plus tard... ce sont les dates du Grand Prix d'Annaba.
De plus le tracé du Tour d'Algérie évite la région d'Annaba c'est fâcheux pour une course qui se veut internationale. Dès l'année 1971, le GP d'Annaba change de dates et passe de début avril à ...fin février. Dès lors il perd de son importance. Au plan des médias du cyclisme, les palmarès annuels « oublient » tout simplement de livrer les résultats. C'est le cas en 1973... Le Grand Prix d'Annaba est organisé jusqu'en 1979. Cette année-là...le Tour d'Algérie ne prend pas son envol. Disputé du 25 au 30 mars 1979, le Grand Prix d'Annaba clôt son palmarès par une victoire du coureur polonais Ryszard Szurkowski un des plus grands champions du cyclisme. Mais le pari des organisateurs  de la course était à l'origine de faire se lever une génération de cyclistes algériens. De ce point de vue l'échec est total. Un seul coureur algérien figure au palmarès, aucun autre n'arrive à "entrer" parmi les  cinq premiers, durant la dizaine d'années d'existence de la course.

## Le parcours
À titre d'exemple, le parcours du Grand Prix d'Annaba 1977 permet de voir le parcours probable de la plupart des éditions : par sa situation géographique, dans une plaine côtière entre Méditerranée et massif montagneux de l'Edough, frontière tunisienne à l'Est, la wilaya d'Annaba offre un parcours pour cycliste complet, d'autant que la course visite les wilayas voisines de Skikda et de Souk Ahras. Le Grand prix se déroule exceptionnellement dans la deuxième quinzaine d'avril.
- 1er jour :
  - demi-étape (a), El Hadjar-Guelma, 57 km : 1er  Eduard Rapp
  - demi-étape (b), Guelma-Annaba, 100 km : 1er  Eduard Rapp
- 2e étape
  - Annaba-Skikda-Annaba, 149 km : 1er  Eduard Rapp
- 3e étape :
  - Annaba-El Hadjar, 126 km : 1er  Frantisek Kalis.
- 4e étape :
  - El Hadjar - Seraidi, 79 km : 1er  Anton Bartonicek.
  - Arrivé détaché en compagnie de son compatriote,  Jiri Bartolsic prend la tête de la  course.
- 5e jour :
  - demi-étape (a), Bouchegouf-Souk Ahras, 41 km : 1er  Bojan Ropret
  - demi-étape (b) Souk Ahras-Annaba, 100 km :  1er  Korn

## Palmarès
| Année | Vainqueur          | Âge    | Deuxième                 | Troisième            |
| 1967  | Siegfried Huster   | 23 ans | Günther Hoffmann         | Bernd Knispel        |
| 1968  | Erik Pettersson    | 24 ans | Gösta Pettersson         | Sture Pettersson     |
| 1969  | Gösta Petterson    | 29 ans | Dieter Mickein           | Werner Blaudzun      |
| 1970  | Zbigniew Gorski    |        | Zbigniew Krzeszowiec     | Wojciek Matuziak     |
| 1971  | Ryszard Szurkowski | 25 ans | Zygmunt Hanusik          | Zbigniew Gorski      |
| 1972> | Kaddour Mahieddine | 28 ans | Sergio "Pipian" Martinez | Zenon Czechowski     |
| 1973  | Nikolaï Gorelov    | 25 ans |                          |                      |
| 1974  | Nikolaï Gorelov    | 26 ans | Nikolaï Sytnik           | Youri Lavroushkine   |
| 1975  | Sven-Åke Nilsson   | 24 ans | Andrzej Kacszmarek       | Bernt Johansson      |
| 1976  | Stanisław Szozda   | 26 ans | Tadeusz Zawada           | Bernt Johansson      |
| 1977  | Jiří Bartolšic     | 24ans  | Petr Matoušek            | Jozef Majchrowski    |
| 1978  | pas organisé       |        |                          |                      |
| 1979  | Ryszard Szurkowski | 33 ans | Charkid Zagretdinov      | Jan Krawczyck        |
| 1986  | Malek Hamza        |        | Jean-Claude Annaert jr   | Abdelbechir Reguigui |